# Карданный фотоаппарат

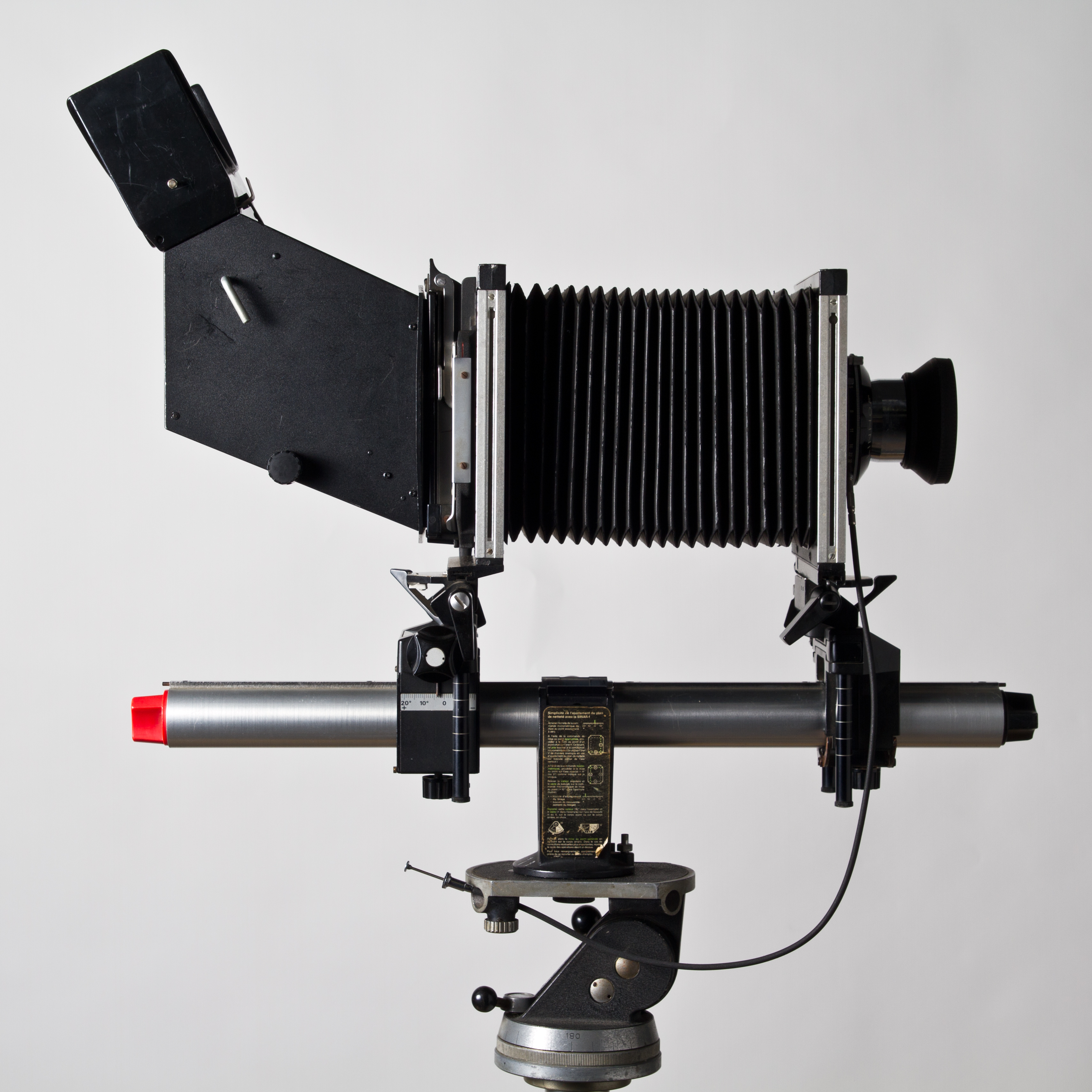
Карданный фотоаппарат «Sinar F». Слева вместо кассеты установлено светозащитное устройство с оборачивающим зеркалом для удобства визирования

Карданный фотоаппарат, карданная камера (в иностранных источниках чаще монорельсовая камера) — фотоаппарат прямого визирования, собранный по принципу оптической скамьи: его задняя и передняя стенки закреплены на одной штанге («монорельсе») с помощью сложных шарниров. Такая конструкция при относительной простоте обеспечивает практически неограниченную возможность подвижек каждой доски («стандарта») независимо от другой. В то же время, карданные фотоаппараты приспособлены к работе вне студии гораздо хуже других типов аппаратуры прямого визирования, имеющих складную конструкцию. Своё название эти камеры получили, благодаря степени свободы движения досок, сходной с реализуемой при помощи карданова подвеса. Первый карданный фотоаппарат «Sinar Norma» выпущен в 1948 году.
Большинство фотоаппаратов этого типа рассчитаны на листовую фотоплёнку крупных форматов и используются для съёмки в студии. Карданные фотоаппараты оснащаются только центральным затвором, который встраивается в оправу объективов или в переднюю доску, на которую крепится сменная оптика. Такие камеры пригодны не только для съёмки на фотоплёнку, но и для цифровой фотографии, для чего вместо кассеты устанавливается цифровой задник. Специально для таких целей большинство производителей — «Cambo», «Linhof», «Plaubel», «Sinar» — наладили выпуск среднеформатных карданных камер. В СССР по карданному принципу были построены фотоаппараты семейства «Ракурс». Качество изображения, получаемого карданными камерами, считается наивысшим в современной фотографии, а их системность — наиболее универсальной.